# Agenda de Deus
Agenda de Deus é o terceiro álbum de estúdio de cantora Damares, lançado em 2002 pela gravadora Louvor Eterno.
O álbum foi produzido pelo maestro Jairinho Manhães, as fotos do encarte foram produzidas pelo fotografo Edson Sinegaglia e a capa do álbum foi produzida por Dayane Lima, filha da cantora e deputada estadual Mara Lima, Vendeu cerca de 100.000 cópias, sendo o primeiro certificado da cantora .

## Faixas
| N.º            | Título                | Compositor(es)       | Duração |  |
| 1.             | "A Igreja que Venceu" | Washington Luís      | 4:00    |  |
| 2.             | "Madrugada Fria"      | Rick E Ruan          | 3:50    |  |
| 3.             | "Fogo Santo"          | Osias e Josenias     | 4:09    |  |
| 4.             | "Ele é Santo"         | Os Galileus          | 5:33    |  |
| 5.             | "Nome Poderoso"       | Os Galileus          | 4:47    |  |
| 6.             | "Reflexão do Crente"  | Ezequias de Oliveira | 3:54    |  |
| 7.             | "Agenda de Deus"      | Nilton César         | 5:39    |  |
| 8.             | "Deixa Deus Agir"     | Nilton César         | 5:21    |  |
| 9.             | "Vai Queimar"         | Washington Luís      | 3:34    |  |
| 10.            | "Tempo De Missões"    | Washington Luís      | 3:22    |  |
| 11.            | "Aleluia"             | Rick E Ruan          | 4:26    |  |
| 12.            | "Sou o que Sou"       | Washington Luís      | 4:23    |  |
| Duração total: | Duração total:        | Duração total:       | 50:58   |  |